# Łuszczacz
Łuszczacz – wieś w Polsce położona w województwie lubelskim, w powiecie tomaszowskim, w gminie Susiec.
| SIMC    | Nazwa  | Rodzaj    |
| ------- | ------ | --------- |
| 0900198 | Zagóra | część wsi |

Nazwa miejscowości pochodzi od czynności łuszczenia drewna jodłowego na gont. Miejscowość powstała w XVIII wieku i wchodziła w skład starostwa tarnawackiego. W 1845 roku Łuszczacz był częścią gminy Tarnawatka. Według spisu miast, wsi, osad Królestwa Polskiego z roku 1827 Łuszczacz w parafii Łabunie posiadał 42 domy zamieszkałe przez 272 mieszkańców.
Wieś stanowi sołectwo gminy Susiec. Według Narodowego Spisu Powszechnego z roku 2011 wieś liczyła 455 mieszkańców.
W latach 1975–1998 miejscowość administracyjnie należała do województwa zamojskiego.
Wierni Kościoła rzymskokatolickiego należą do parafii Nawiedzenia Najświętszej Maryi Panny w Krasnobrodzie.